# Bikketti
Bikketti (o Bikkatti) è una suddivisione dell'India, classificata come town panchayat, di 6.850 abitanti, situata nel distretto dei Nilgiri, nello stato federato del Tamil Nadu. In base al numero di abitanti la città rientra nella classe V (da 5.000 a 9.999 persone).

## Geografia fisica
La città è situata a 11° 16' 0 N e 76° 37' 0 E e ha un'altitudine di 1.852 m s.l.m..

## Società

### Evoluzione demografica
Al censimento del 2001 la popolazione di Bikketti assommava a 6.850 persone, delle quali 3.355 maschi e 3.495 femmine. I bambini di età inferiore o uguale ai sei anni assommavano a 613, dei quali 295 maschi e 318 femmine. Infine, coloro che erano in grado di saper almeno leggere e scrivere erano 4.858, dei quali 2.692 maschi e 2.166 femmine.